# 巴韦德尔
巴韦德尔是德国下萨克森州的一个市镇。总面积19.80平方公里，总人口1088人，其中男性548人，女性540人（2011年12月31日），人口密度55人/平方公里。